# Johann Lüthi
Johann Lüthi (* 6. Dezember 1800 in Oberbuchsiten, Kanton Solothurn; † 11. November 1869 ebenda) war ein Schweizer Volksmusiker, Sänger, Musiklehrer, Chorleiter und Leinenweber. Von ihm stammt das in der Deutschschweiz sehr bekannte Rigilied mit dem Titel Vo Luzärn uf Wäggis zue.

## Leben und Werk
Johann Lüthi spielte seit frühester Jugend mit seinem Vater Josef Lüthi zum Tanz auf. Als Musiker bildete er sich autodidaktisch weiter und verdiente seinen Lebensunterhalt auch als Leinenweber.
Lüthi spielte verschiedene Blasinstrumente, dirigierte Dorfmusiken und leitete mehrere Chöre im Kanton Solothurn. Zudem diente er als Militärtrompeter und -instruktor bei der Solothurner Infanterie. Vom Militärdienst zurückgekehrt, arbeitete Lüthi als Leinenweber am Webstuhl oder half den Bauern bei der Landarbeit. In seiner Freizeit übernahm er in Oberbuchsiten, Kestenholz und anderen Ortschaften die Instruktion der Dorfmusiken.
Mit seiner Musikkapelle, die aus der 1. und der 2. Klarinette, Trompete, Horn und Bass bestand, trat er an Tanzanlässen in Solothurn, Biel, südlich bis Langenthal und Huttwil und östlich über Olten bis Zofingen hinaus auf. Neben althergebrachten Tänzen spielte seine Kapelle unzählige eigene Melodien und Stegreifler. Viele seiner Lieder sind ins schweizerische Volksliedgut eingegangen. Seine wohl meistgespielte und bekannteste Komposition ist das Rigilied mit dem Titel Vo Luzärn uf Wäggis zue.

## Geschichte zum Rigilied

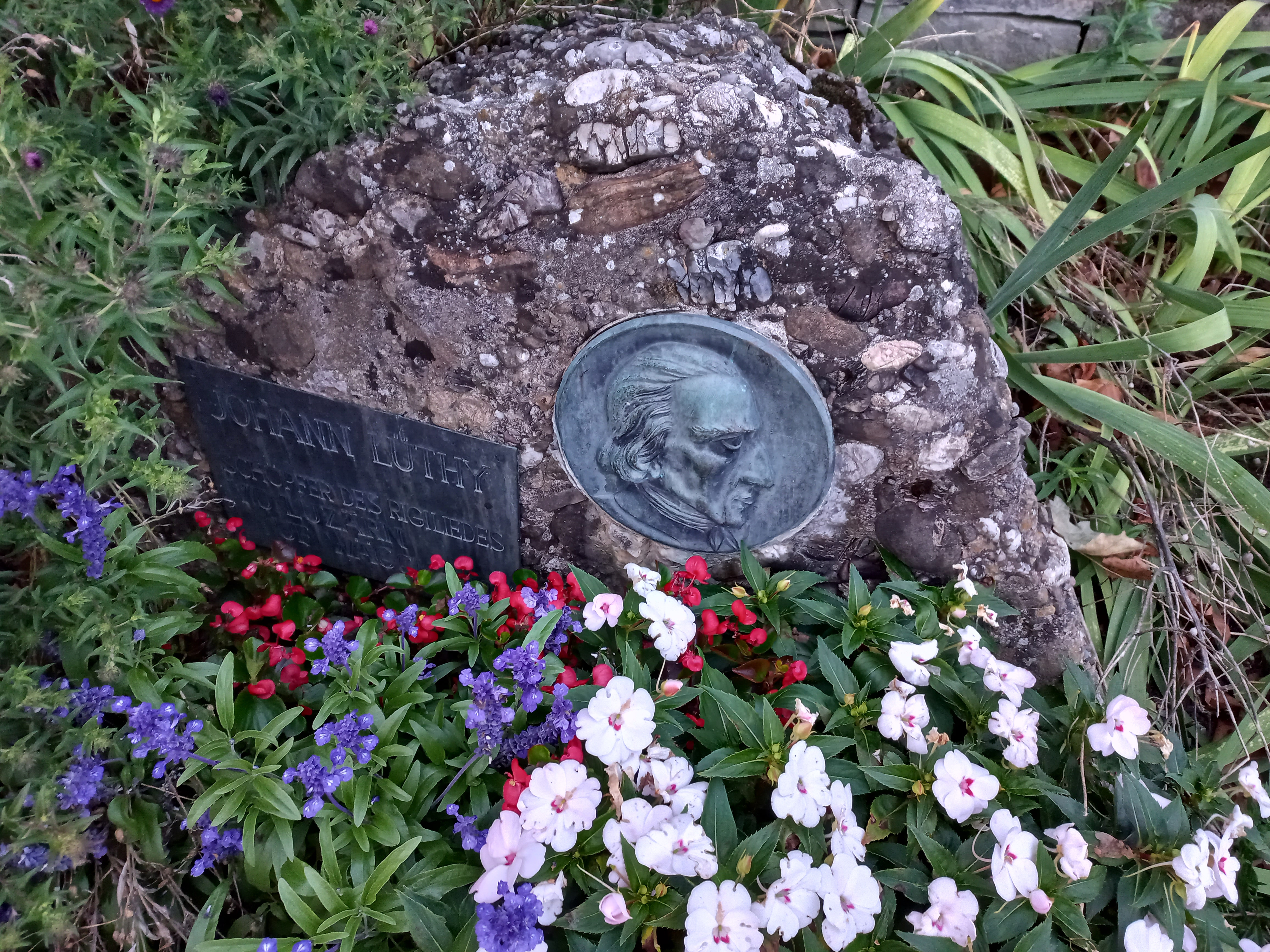
Johann Lüthi Gedenkstein in Weggis.

Als Mitglied der Schützengesellschaft des Gerichts Oensingen nahm Lüthi am 7. Juli 1832 am 6. Eidgenössischen Schützenfest in Luzern teil. Am darauffolgenden Tag unternahm er zusammen mit seinem Freund, dem Schützenmeister und Wirt zum «Löwen» von Oberbuchsiten, Franz Hammer, und zwei Kellnerinnen, die sie am Fest kennen gelernt hatten, einen Ausflug auf die Rigi. In einem Ruderboot ging die Reise von Luzern über den Vierwaldstättersee nach Weggis und weiter nach Rigi-Kaltbad. Inspiriert durch diesen Ausflug, schrieb Lüthi ein paar Tage später das Musikstück Vo Luzärn uf Wäggis zue. Eigentlich war es ein Necklied auf seinen Freund Franz Hammer, das Lüthi im «Löwen» zum Besten gab. Die handschriftlichen Aufzeichnungen von Lüthi und so auch das Manuskript des Rigiliedes wurden bei einer Feuersbrunst zerstört.
Johann Lüthi heiratete 1835 Klara, geborene Jeker. Zusammen hatten sie zwei Söhne und eine Tochter. Sein musikalischer Sohn August bewahrte eine Abschrift des Liedes. Die neuere Version wurde von Alfred Leonz Gassmann aufgezeichnet. Lüthi trat kurz vor seinem Tod nochmals in Aarburg im Gasthof «Bären» auf; er verstarb wenig später an den Folgen einer Lungenentzündung.
Die Wandgemälde des Luzerner Kunstmalers Karl Schlageter (1894–1990) im «Rigistübli» des Hotels «Central» machen deutlich, warum Johann Lüthi die Region auch daheim an seinem Webstuhl nicht vergessen konnte. Auch die beiden Klarinetten des Musikers sind dort ausgestellt. Ein Gedenkstein in Weggis erinnert an Johann Lüthi.